# 金仁燮 (軍人)
金 仁燮（キム・インソプ、김인섭）は中国人民解放軍の軍人。朝鮮族。作曲家の鄭律成は岳父。

## 経歴
1958年、中国人民解放軍に入隊。戦士、班長、副排長、排長、参謀、師司令部偵察科長、団参謀長、副団長兼参謀長、軍司令部偵察処処長を歴任。
1960年、中国共産党に入党。
1981年3月、第46軍第138師参謀長。1983年5月、第138師師長。1986年12月、第38集団軍副軍長。1988年9月、少将に昇進。1990年2月、武装警察部隊参謀長。1990年6月、天津市委員会常務委員。1993年、北京軍区副参謀長。1994年、天津警備区司令員。1998年3月、第9回全国人民代表大会代表。1998年7月、中将に昇進。1999年6月、成都軍区参謀長。2000年7月、成都軍区副司令員。2003年3月、第10回中国人民政治協商会議委員。

## 参考
- 金仁燮（中共政治菁英資料庫）